# Garáže Klíčov
Garáže Klíčov jsou garáže v Praze, které slouží autobusům městské hromadné dopravy Dopravního podniku hl. m. Prahy. Nacházejí se v Proseku, v trojúhelníku mezi ulicemi Letňanská, Čakovická a Kbelská. Garáže na Klíčově byly zprovozněny 5. března 1973 pro obsluhu severních a východních částí Prahy. Vlastní garáž tvoří hala navržená Josefem Zemanem, který ji vyprojektoval na užitnou plochu 120 × 90 metrů, jež nemá žádnou vnitřní podporu. Kromě hal pro 180 vozů jsou vozy umístěny i na venkovních odstavných plochách. V areálu se rovněž nachází dílny pro opravu autobusů. V roce 2019 sem byl přesunut muzejní Irisbus Citybus 12M č. 3251.
Od roku 2017 jsou zde garážovány trolejbusy.
V garážích se v noci z 5. na 6. června 2024 odehrál nezdařený žhářský útok, který začal být vyšetřován jako teroristický akt.